# دون هارلو
دون هارلو (بالإنجليزية: Don Harlow)‏ هو لغوي أمريكي، ولد في 8 يوليو 1942، وتوفي في 27 يناير 2008.